# Chrysagria duodecimpunctata
Chrysagria duodecimpunctata är en tvåvingeart som beskrevs av Townsend 1935. Chrysagria duodecimpunctata ingår i släktet Chrysagria och familjen köttflugor. Inga underarter finns listade i Catalogue of Life.